# 塞尼奥拉-迪奥利韦拉
塞尼奥拉-迪奥利韦拉是巴西米纳斯吉拉斯州的一个市镇。总面积169.804平方公里，总人口5675人，人口密度33.4人/平方公里。